# 中山修
中山 修（なかやま おさむ、1923年5月10日 - 2010年4月13日）は、新潟県五泉市（旧村松町）出身の実業家、元全日本トラック協会副会長。

## 経歴
- 1951年に中越運送を創業し、ピギーバックなどの手法を全国に先駆けて行った。
- 社長や会長を務めたのち2008年より代表取締役に就任。
- 1983年には藍綬褒章、1993年には勲三等瑞宝章を受章した。
- 2010年4月13日、心不全のため新潟県阿賀野市の阿賀野病院で死去。[2]